# Lobelia purpusii
Lobelia purpusii là loài thực vật có hoa trong họ Hoa chuông. Loài này được Brandegee mô tả khoa học đầu tiên năm 1911.